# 内蒙古自治区肿瘤医院
内蒙古自治区肿瘤医院 （英語：Inner Mongolia Autonomous Region Cancer Hospital），又名内蒙古医科大学附属人民医院（英語：The Affiliated People's Hospital of Inner Mongolia Medical University），是一所集医疗、科研、教学、预防、保健、康复为一体的大型三级甲等肿瘤医院，位于中华人民共和国内蒙古自治区呼和浩特市赛罕区昭乌达路42号，建筑面积13.2万平方米，拥有床位900张，职工1200人。